# Gottlieb Anastasius Freylinghausen
Gottlieb Anastasius Freylinghausen (* 12. Oktober 1719 in Halle (Saale); † 18. Februar 1785 ebenda) war ein deutscher evangelischer Theologe und Direktor der Franckeschen Stiftungen in Halle.

## Leben
Freylinghausen war der Sohn von Johann Anastasius Freylinghausen und seiner 27 Jahre jüngeren Ehefrau Johanne Sophie Anastasia, der Tochter August Hermann Franckes. Er erhielt seine Schulbildung teils zu Hause und teils im von seinem Vater geleiteten königlichen Pädagogium, einem Bestandteil der Franckeschen Anstalten. Am 30. März 1731 wurde er an der Universität Halle zum Studium der Theologie immatrikuliert. Danach unterrichtete er zunächst an der Lateinschule und wurde 1742 einer ihrer Inspektoren. Er habilitierte sich als Magister legens an der Universität Halle und wurde 1753 zum außerordentlichen und 1771 zum ordentlichen Professor der Theologie ernannt. 1784 erfolgte seine Promotion zum Doktor der Theologie.
Beim Tod seines Cousins Gotthilf August Francke 1769 machte ihn dessen Nachfolger als Direktor des Waisenhauses Johann Georg Knapp zu seinem Condirector, und schon 1771 trat er, als Knapp starb, an dessen Stelle.
Die Phase seines Direktorats wird in der älteren Forschung beschrieben als für ihn eine Zeit mannichfacher schwerer Sorgen und für die Anstalten des Waisenhauses eine Zeit allmählichen Sinkens. Durch wirtschaftliche Schwierigkeiten und Wandel des Zeitgeists verloren die Anstalten, die auch eine ganze Reihe von Wirtschaftsbetrieben umfassten, Rücklagen und Rückhalt. Freylinghausen musste Kredite aufnehmen und die Zahl der Benefizien (Gewährung der Freitische für Schüler und Aufnahme von Waisenkindern) drastisch verringern. Dadurch sank die Zahl der Schüler in der Lateinschule auf etwa 200 Schüler in seinem Sterbejahr 1785, im königlichen Pädagogium waren es nur noch 17, von denen 13 in der Anstalt wohnten.
Freylinghausen blieb unverheiratet. Er lebte mit seiner Mutter bis zu ihrem Tod († 1770), dann mit einer verwitweten Schwester zusammen. Er wurde auf dem halleschen Stadtgottesacker bestattet. Zu den Grabrednern zählte auch der Mediziner und Hofrat Carl August von Madai. Sein Grab befindet sich im Gruftbogen 81, der franckeschen Familiengruft. Eine Grabinschrift ist nicht mehr erhalten.

## Werke
Freylinghausen war nur wenig schriftstellerisch tätig. Außer einer Anzahl akademischer Programme und einiger anderer Gelegenheitsschriften hat er in der Nachfolge von Gotthilf August Francke in den Halleschen Berichten Berichte über die ostindischen Missionsanstalten (Neue Folge, 3.–28. St.) und über einige evangelische Gemeinden in Amerika (13–15. Fortsetzung) herausgegeben.